# مونيكا هوران
مونيكا هوران (بالإنجليزية: Monica Horan)‏ هي ممثلة أمريكية، ولدت في 29 يناير 1963 في الولايات المتحدة.

## أعمال

### مسلسلات
- الجميع يحب رايموند
- ذا ميدل

## وصلات خارجية
- مونيكا هوران على موقع IMDb (الإنجليزية)
- مونيكا هوران على موقع ألو سيني (الفرنسية)
- مونيكا هوران على موقع أول موفي (الإنجليزية)
- مونيكا هوران على موقع إن إن دي بي (الإنجليزية)
- مونيكا هوران على موقع قاعدة بيانات الفيلم (الإنجليزية)
- مونيكا هوران على موقع كينوبويسك (الروسية)